# Max Emmerich
Max Philip Emmerich (né le 1er juin 1879 à Indianapolis et mort le 29 juin 1956 également à Indianapolis) est un athlète et un gymnaste américain.

## Palmarès
| Date | Compétition                   | Lieu        | Épreuve   | Résultat | Performance |
| ---- | ----------------------------- | ----------- | --------- | -------- | ----------- |
| 1904 | Jeux olympiques d'été de 1904 | Saint-Louis | Triathlon | 1er      | Inconnue    |